# 金山志賀坂林道

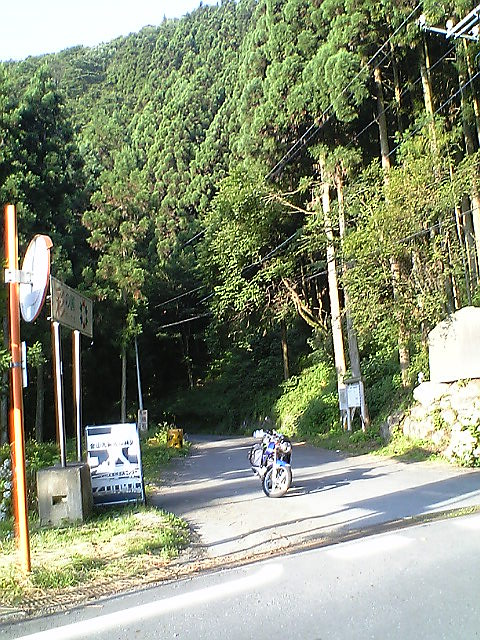
志賀坂トンネル脇の起点

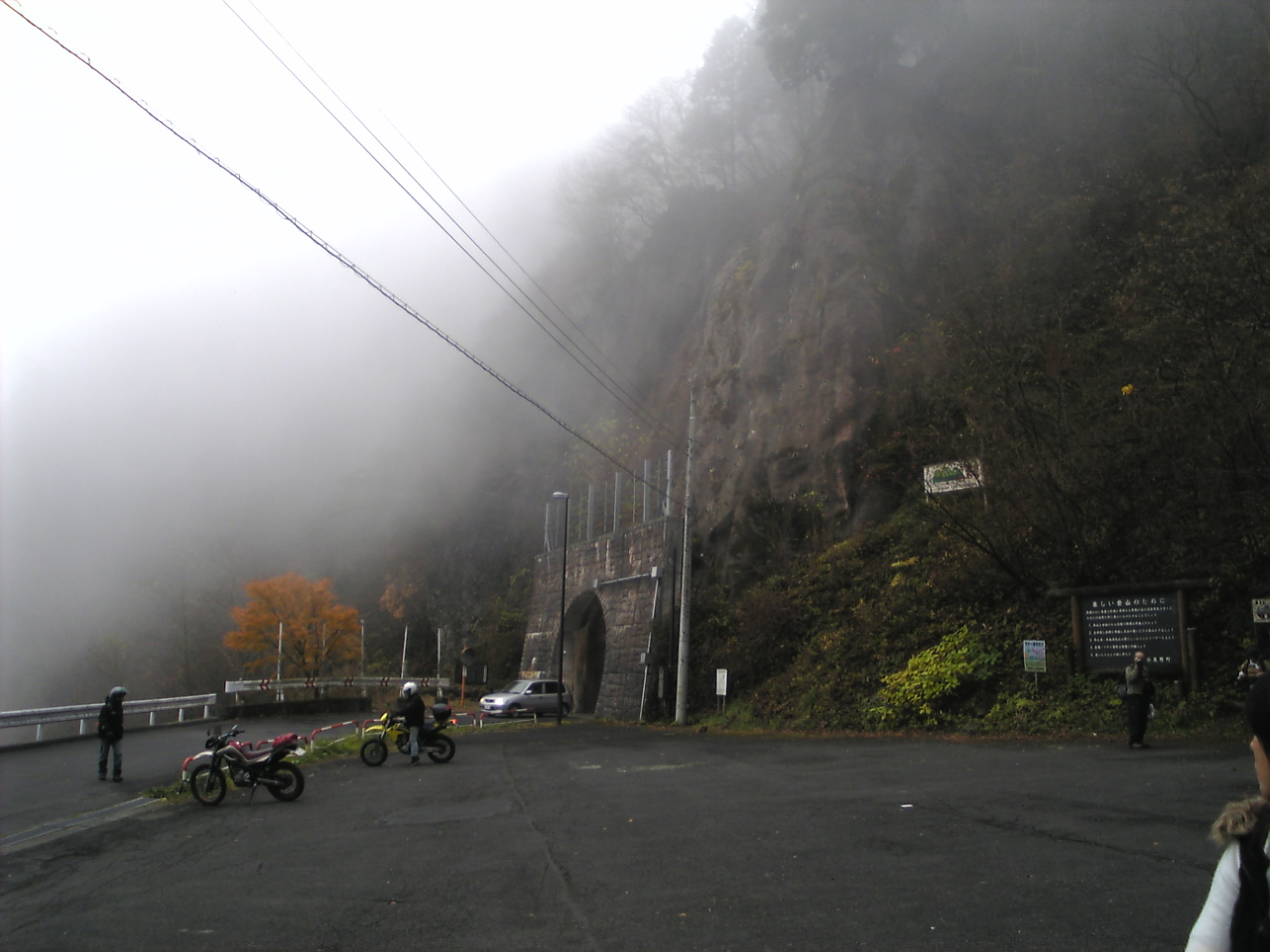
八丁隧道（志賀坂峠側）

金山志賀坂林道（きんざんしがさかりんどう）は、埼玉県秩父郡小鹿野町国道299号線の志賀坂トンネル（志賀坂峠下）入口～同県秩父市中津川字小倉沢（ニッチツ秩父鉱山内）に至る、埼玉県農林部管理の県有林道（森林管理道）である。

## 概要
林道は両神山の裏手を回るルートで、天候が変わり易く不定期な通行止もしばしばある。埼玉・群馬県境の尾根筋を通り、途中ピーク（標高1240m）に八丁隧道で通り抜ける。秩父側起点には、旧鉱山社宅住宅群に昭和の面影を色濃く残すニッチツ秩父鉱山の構内を通る。
なお、同鉱山は2022年12月末で閉山となった。
志賀坂峠～上落合橋(両神山登山口)までの区間が12月中旬から4月下旬まで冬季通行止めとなる。(上落合橋～小倉沢地区は通年利用可能)
雁掛トンネルを通り、終点では埼玉県道210号中津川三峰口停車場線に接続し、そこを経由して秩父市道大滝幹線17号線（旧中津川林道）や林道上野大滝線に行く事も出来る。
2018年4月下旬冬期閉鎖解除予定であったが落石の為に継続して全線通行止めとなっている。また接続する埼玉県道210号中津川三峰口停車場線も山鳥トンネルのモルタル剥離により一般車通行止めとなっており、両神山八丁峠登山口への進入は出来ない状態となっている。
林道沿いは、奥秩父山塊で有数の紅葉の名所でもあるため、紅葉シーズンには来訪者も多い。